# Palais Saint-Antoine
 (janvier 2015).
Si vous disposez d'ouvrages ou d'articles de référence ou si vous connaissez des sites web de qualité traitant du thème abordé ici, merci de compléter l'article en donnant les références utiles à sa vérifiabilité et en les liant à la section « Notes et références ».
Le palais Saint-Antoine (en maltais : Palazz ta' Sant'Anton ; en anglais : St Anton Palace) est un palais situé à Attard, sur l'île de Malte.

## Historique
Le palais est commandé en 1625 par le grand maître de l'ordre de Saint-Jean de Jérusalem, Antoine de Paule, pour lui servir de palais de campagne ; en effet, celui-ci n'appréciait que peu le palais Verdala. Il est largement remanié par le grand maître Emmanuel de Rohan-Polduc au XVIIe siècle. Le palais est entouré d'un immense jardin largement planté d'orangers. C'est de ce jardin que venaient les oranges maltaises données en hommage au roi de France et aux principaux souverains d'Europe, en compensation du faucon chasseur offert à Charles Quint, de qui les grands maîtres de l'Ordre tiennent Malte.
Pendant l'occupation française, Napoléon Bonaparte en fait le siège de l'Assemblée à partir de février 1799 jusqu'au départ des Français en septembre 1800. L'occupant britannique réhabilite le palais pour en faire la résidence officielle du gouverneur de Malte. Dans cette résidence naît la princesse Victoria-Mélita de Saxe-Cobourg-Gotha, le 25 novembre 1876, alors que son père Alfred est stationné à Malte comme officier de la Royal Navy. En 1882, les jardins sont réaménagés par le gouverneur Arthur Borton (en). Il ouvre par la suite une partie des jardins au public, sous le nom de jardin botanique Saint-Antoine, et ce pour des promenades ou des pique-niques, l'autre partie restant privative et rattachée au palais.
Après l'indépendance en 1964, le palais devient résidence d'État. La reine Élisabeth II y séjourne lors de ses venues à Malte en 1954, 1967 et 2005. Avec la république, le palais devient la résidence officielle des présidents de Malte.

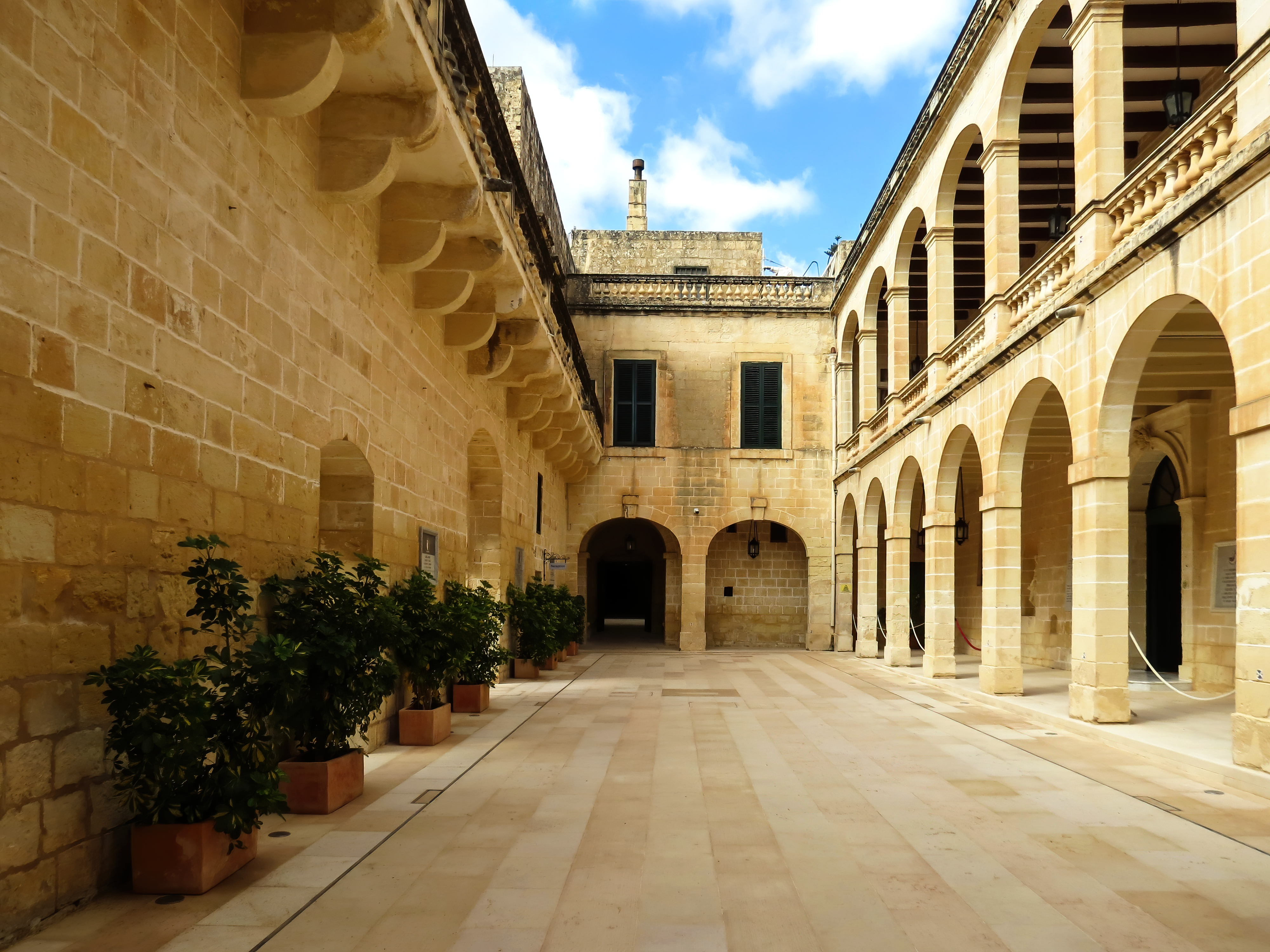
Cour à l'intérieur du palais.